# Bladtjärnen (Gideå socken, Ångermanland)
Bladtjärnen är en sjö i Örnsköldsviks kommun i Ångermanland och ingår i Gideälvens huvudavrinningsområde.